# Талибов, Букар Бекирович
Бука́р Беки́рович Тали́бов (12 февраля 1928, Баку, СССР — 13 октября 2003, Махачкала, Россия) — советский и российский лингвист, специалист в области фонологии, исторической лексикологии, лексикографии и описательной грамматики лезгинских языков. Доктор филологических наук (1980), профессор кафедры общего языкознания Дагестанского государственного университета (1994). Почётный академик Академии наук Абхазии (1997). Заслуженный деятель науки Дагестана. По национальности лезгин.

## Биография
Родился в Баку семье рабочего-уроженца дагестанского с. Ахты, вскоре после рождения семья вернулась в Дагестан и проживала в Касумкентском районе.
После окончания педагогического училища в Дербенте поступил в Ленинградский государственный университет на Восточный факультет по специальности «кавказская филология» (1947). Окончил ЛГУ в 1952, защитил дипломную работу по склонению имени существительного в цахурском языке.
В 1952—1955 обучался в аспирантуре Института языкознания АН СССР в Москве. В 1955 защитил кандидатскую диссертацию «Система глагола в цахурском языке (по данным села Цахур)» под руководством Е. А. Бокарёва. Затем работал научным сотрудником Института языкознания (1955—1958), старшим преподавателем лезгинского языка в лезгинской студии Государственного института театрального искусства им. А. В. Луначарского (1952—1956).
В 1958 по просьбе руководства Дагестанского филиала АН СССР был переведен в Институт истории, языка и литературы им. Г. Цадасы в Махачкале, с тех пор до конца своих дней работал в этом Институте старшим, затем ведущим научным сотрудником. Одновременно вёл педагогическую работу, состоял профессором кафедры общего языкознания филологического факультета ДГУ (1991—1994), профессором кафедры общего и дагестанского языкознания филологического факультета ДГПУ (с 1993).
Степень доктора филологических наук присуждена за диссертацию «Консонантизм лезгинских языков» (Институт языкознания АН СССР, 1980), на основе которой в том же году выпущена книга «Сравнительная фонетика лезгинских языков».
Автор около 150 научных работ. В последние годы жизни работал над «Толковым словарём лезгинского языка» (в соавторстве с У. А. Мейлановой), новым «Лезгинско-русским словарём» и монографией «Культура речи лезгинского языка». Одна из основных его работ, грамматика «Будухский язык», также завершённая в конце жизни, опубликована издательством «Academia» в 2007. Неопубликованным остаётся фундаментальное описание цахурского языка.

## Научная деятельность
В основной круг интересов Б. Б. Талибова входило описательное и сравнительно-историческое изучение дагестанских языков — их фонология и историческая лексикология, лексикография, описательная грамматика.
В области лезгинской лексикографии Б. Б. Талибов в соавторстве с М. М. Гаджиевым издал один из первых больших дагестанско-русских словарей («Лезгинско-русский словарь»), впоследствии составил «Русско-лезгинский словарь» и принимал участие в работе над «Толковым словарём лезгинского языка».
В области описательной грамматики Б. Б. Талибов создал очерк лезгинского языка (1966) и принимал участие в написании коллективной «Грамматики современного лезгинского языка» (2002, не издана) совместно с Р. И. Гайдаровым, А. Г. Гюльмагомедовым, У. А. Мейлановой. Помимо этого, исследовал и опубликовал работы по системе словоизменения цахурского языка, по вопросам грамматики будухского языка и удинского языка (лезгинская группа).
Изучение бесписьменных лезгинских языков позволило Б. Б. Талибову внести вклад в сравнительно-историческое изучение языков данной группы, предложить свою версию реконструкции пралезгинского консонантизма.
Б. Б. Талибов перевёл на лезгинский язык ряд произведений Ж. Мольера, Н. В. Гоголя, А. М. Горького, а также ряд произведений лезгинских писателей на русский язык. Принимал участие в переводе частей Нового Завета на лезгинский язык.

## Основные труды

### Монографии и словари
- Лезгинско-русский словарь. Около 28000 слов. М., 1966. — 603 с. (С М. Гаджиевым, под ред. Р. Гайдарова).
- Сравнительно-историческая лексика дагестанских языков. М., 1971. — 295 с. (С С. М. Гасановой, Г. Х. Ибрагимовым, П. Т. Магомедовой и У. А. Мейлановой, под ред. Г. Б. Муркелинского).
- Сравнительная фонетика лезгинских языков. М., 1980. — 350 с.
- Русско-лезгинский словарь. Махачкала, 1992. — 442 с.
- Лезги чӏал. 5 класс. Махачкала, 1995. — 128 с. (в соавторстве)
- Будухский язык. М.: Academia, 2007. — 324 с. ISBN 978-5-87444-266-8

### Избранные статьи
- Грамматический очерк лезгинского языка // Лезгинско-русский словарь. Около 28 тыс. слов. М., 1966. С. 537—603.
- Цахурский язык // Языки народов СССР. Т. IV. Иберийско-кавказские языки. М., 1967. С. 591—607.
- Цахурский язык // Языки мира: Кавказские языки. М., 1999.
- Цахурский язык // Языки Дагестана. М.—Махачкала, 2000.
- Крызский язык // Языки Российской Федерации и соседних государств. Т. 2. М., 2001.
- Удинский язык // Языки Российской Федерации и соседних государств. Т. 3. М., 2005. С. 178—187. (Текст в формате PDF.)
- Цахурский язык // Языки Российской Федерации и соседних государств. Т. 3. М., 2005.

## О нём
- Некролог // Кавказоведение. 2003. № 4.
- Абдуллаев И. Х. Яркий представитель лингвистического дагестановедения (памяти Б. Б. Талибова) // Проблемы общего и дагестанского языкознания. Вып. 2. Махачкала, 2004.
- Алексеев М. Е. Об авторе этой книги (заметки редактора) // Талибов Б. Б. Будухский язык. М.: Academia, 2007.